# Matthias Schindler (Radsportler)
Matthias Schindler (* 28. März 1982 in Regensburg) ist ein deutscher Paracycler. Er startet in der Klasse C3. Bei den Sommer-Paralympics 2020 in Tokio gewann Schindler die Bronzemedaille.

## Sportliche Laufbahn
Matthias Schindler ist von Beruf Polizeibeamter. Bei einer ärztlichen Tauglichkeitsuntersuchung im Jahr 2010 wurde am Rückenmarkskanal seiner Wirbelsäule ein drei Zentimeter großer Tumor festgestellt. Im Februar 2011 wurde er operiert. Wegen einer Beschädigung der Nerven im Rückenmark hatte die Operation eine inkomplette Querschnittlähmung zur Folge. Nach monatelanger Rehabilitation konnte er das Krankenhaus verlassen. Seine beiden Beine sind von der Hüfte abwärts taub („inkomplettes sensomotorisches Querschnittsyndrom“). Er ist weiter im Polizeidienst tätig. Zudem hält er Vorträge, gibt persönliches Coaching und macht ein Fernstudium zum Ernährungsberater.
Ende 2012 nahm Schindler Kontakt mit dem Bayerischen Behindertensportverband auf und bestritt 2013 seine ersten nationalen Rennen. 2014 nahm er an den Paracycling-Straßenweltmeisterschaften im US-amerikanischen Greenville teil und startete auch in den beiden folgenden Jahren bei Weltmeisterschaften. 2017 belegte er im Einzelzeitfahren Rang zehn und wurde im selben Jahr in Köln deutscher Meister im Straßenrennen.
Schindler fokussiert sich seit einigen Jahren komplett auf den Radsport auf der Straße. In den Jahren 2018, 2019 und 2021 wurde er jeweils Vizeweltmeister im Einzelzeitfahren.
2021 wurde Matthias Schindler für die Teilnahme an den Sommer-Paralympics 2020 in Tokio nominiert. Im Straßen-Zeitfahren der Klasse C3 gewann er die Bronzemedaille, diesen Erfolg wiederholte er auch bei den Sommer-Paralympics 2024 in Paris. Im Rahmen des Cologne Classic wurde er im Juni 2022 deutscher Meister im Einzelzeitfahren.